# Carlo Gonzaga
Carlo Gonzaga (Mantova, 10 maggio 1417 – Ferrara, 21 dicembre 1456) era il secondo figlio maschio di Gianfrancesco I Gonzaga, signore di Mantova, e di Paola Malatesta, figlia di Malatesta IV Malatesta, signore di Pesaro.

## Biografia
Alla morte del padre Gianfrancesco, suo fratello Ludovico II divenne il secondo marchese di Mantova e a Carlo toccarono le terre di Luzzara, Sabbioneta, Bozzolo, San Martino dall'Argine, Gazzuolo, Viadana, Suzzara, Gonzaga, Reggiolo, Isola Dovarese e Rivarolo. All'interno della famiglia Gonzaga non erano rare le lotte intestine tra parenti e Carlo e Ludovico non fecero eccezione. Fu educato alla celebre scuola Ca' Zoiosa di Vittorino da Feltre  e fu armato cavaliere dall'imperatore Sigismondo d'Ungheria, nel 1436 Gianfrancesco nominò suo erede Carlo e non Ludovico cambiando poi nuovamente idea nel 1444 dopo essersi riappacificato col suo primogenito. I due fratelli si trovarono però nuovamente in conflitto nel 1444 e a Carlo vennero tolte signorie e privilegi. Riusciva comunque a vivere prestando servizio come capitano di ventura: partecipò dunque a numerose battaglie.
In virtù dei servigi resi agli Sforza, venne nominato nel 1448 podestà di Asola. Carlo però bramava di togliere la signoria di Milano agli stessi Sforza. Cercò quindi di innescare una lotta tra i guelfi e i ghibellini milanesi per ribaltare il governo. Con il suo tradimento però provocò soltanto la diffidenza della Repubblica Ambrosiana e il suo piano fallisce.
Nel 1453 cercò di riprendersi con le armi i beni toltigli dal fratello ma viene sconfitto a Villabona. L'anno dopo, con la pace di Lodi, riuscì a recuperarli.
Morì a Ferrara nel 1456 e volle essere sepolto nel Santuario delle Grazie presso Mantova.

## Discendenza
Carlo si sposò due volte. Il primo matrimonio sancì l'alleanza dei Gonzaga con Niccolò III d'Este, signore di Ferrara, Modena e Reggio di cui Carlo sposò la figlia Lucia d'Este (1419-1437). La giovane era una delle due figlie che Niccolò III ebbe dalla seconda moglie Parisina Malatesta, fatta decapitare in quanto amante del figliastro Ugo d'Este, anch'egli condannato a morte. Le nozze avvennero nel 1437 ma pochi mesi dopo, il 28 giugno, la sposa morì.
Il secondo matrimonio avvenne nel 1445 con Ringarda Manfredi, figlia di Guidantonio Manfredi, Signore di Faenza.
Da questo matrimonio nacque una figlia, ma altre fonti la riportano come illegittima:
- Cecilia (?-30 luglio 1479), data in sposa l'8 agosto 1475 al conte Odoardo d'Arco (?-13 dicembre 1528).

Dalle amanti ebbe inoltre sicuramente tre figli:
- Evangelista (1440-1492), uomo d'armi, avuto da una certa Dionigia, fu accusato e poi prosciolto dall'accusa di complotto contro il marchese Francesco II Gonzaga. Venne rinchiuso dal 1486 al 1491 nel torre del Castello di Castel d'Ario;
- Gentilia (Gentilina);
- Ugolotto (1452-?);
- Raffaello.[6]

Secondo altre fonti, da Rengarda di Guido Manfredi ebbe l'unico figlio maschio legittimo, Ugolotto, suo erede nel feudo di Luzzara e probabilmente tre femmine: Paola, Cecilia (sposatasi con Edoardo conte d'Arco) e Gentile. Carlo Gonzaga aveva avuto anche, da una Dionisia di cui si ignora il casato, un figlio naturale, Evangelista.

## Ascendenza
|                        |                       |                         | Genitori                |  |  | Nonni |  |  | Bisnonni            |  |  | Trisnonni     |  |
|                        |                       |                         |                         |  |  |       |  |  | Ludovico II Gonzaga |  |  | Guido Gonzaga |  |
|                        |                       |                         |                         |  |  |       |  |  | Ludovico II Gonzaga |  |  | Guido Gonzaga |  |
|                        |                       | Beatrice di Bar         |                         |  |  |       |  |  | Ludovico II Gonzaga |  |  |               |  |
| Francesco I Gonzaga    |                       |                         |                         |  |  |       |  |  | Ludovico II Gonzaga |  |  |               |  |
|                        |                       | Alda d'Este             | Obizzo III d'Este       |  |  |       |  |  |                     |  |  |               |  |
|                        |                       | Alda d'Este             | Obizzo III d'Este       |  |  |       |  |  |                     |  |  |               |  |
|                        |                       | Alda d'Este             | Lippa Ariosti           |  |  |       |  |  |                     |  |  |               |  |
| Gianfrancesco Gonzaga  |                       | Alda d'Este             |                         |  |  |       |  |  |                     |  |  |               |  |
|                        |                       | Galeotto I Malatesta    | Pandolfo I Malatesta    |  |  |       |  |  |                     |  |  |               |  |
|                        |                       | Galeotto I Malatesta    | Pandolfo I Malatesta    |  |  |       |  |  |                     |  |  |               |  |
|                        |                       | Galeotto I Malatesta    | Taddea da Rimini        |  |  |       |  |  |                     |  |  |               |  |
| Margherita Malatesta   |                       | Galeotto I Malatesta    |                         |  |  |       |  |  |                     |  |  |               |  |
|                        |                       | Gentile da Varano       | Rodolfo II da Varano    |  |  |       |  |  |                     |  |  |               |  |
|                        |                       | Gentile da Varano       | Rodolfo II da Varano    |  |  |       |  |  |                     |  |  |               |  |
|                        |                       | Gentile da Varano       | Camilla Chiavelli       |  |  |       |  |  |                     |  |  |               |  |
| Carlo Gonzaga          |                       | Gentile da Varano       |                         |  |  |       |  |  |                     |  |  |               |  |
|                        | Pandolfo II Malatesta | Malatesta III Malatesta |                         |  |  |       |  |  |                     |  |  |               |  |
|                        | Pandolfo II Malatesta | Malatesta III Malatesta |                         |  |  |       |  |  |                     |  |  |               |  |
|                        | Pandolfo II Malatesta | Costanza Ondedei        |                         |  |  |       |  |  |                     |  |  |               |  |
| Malatesta IV Malatesta | Pandolfo II Malatesta |                         |                         |  |  |       |  |  |                     |  |  |               |  |
|                        |                       | Paola Orsini            | Bertoldo Orsini         |  |  |       |  |  |                     |  |  |               |  |
|                        |                       | Paola Orsini            | Bertoldo Orsini         |  |  |       |  |  |                     |  |  |               |  |
|                        |                       | Paola Orsini            | Jacopa Orsini           |  |  |       |  |  |                     |  |  |               |  |
| Paola Malatesta        |                       | Paola Orsini            |                         |  |  |       |  |  |                     |  |  |               |  |
|                        |                       | Rodolfo II Da Varano    | Berardo II da Varano    |  |  |       |  |  |                     |  |  |               |  |
|                        |                       | Rodolfo II Da Varano    | Berardo II da Varano    |  |  |       |  |  |                     |  |  |               |  |
|                        |                       | Rodolfo II Da Varano    | Bellafiore da Brunforte |  |  |       |  |  |                     |  |  |               |  |
| Elisabetta da Varano   |                       | Rodolfo II Da Varano    |                         |  |  |       |  |  |                     |  |  |               |  |
|                        |                       | Camilla Chiavelli       | Finuccio Chiavelli      |  |  |       |  |  |                     |  |  |               |  |
|                        |                       | Camilla Chiavelli       | Finuccio Chiavelli      |  |  |       |  |  |                     |  |  |               |  |
|                        |                       | Camilla Chiavelli       | …                       |  |  |       |  |  |                     |  |  |               |  |
|                        |                       | Camilla Chiavelli       |                         |  |  |       |  |  |                     |  |  |               |  |